# Cenipa nubila
Genre
Espèce
Cenipa nubila, unique représentant du genre Cenipa, est une espèce d'opilions laniatores de la famille des Cranaidae.

## Distribution
Cette espèce est endémique de la région d'Amazonas au Pérou. Elle se rencontre entre les río Nieva et río Cenepa.

## Description
Le mâle holotype mesure 3,6 mm et la femelle paratype 4,5 mm.

## Publication originale
- Goodnight & Goodnight, 1943 : « Phalangida from South America. » American Museum Novitates, no 1234, p. 1–19 (texte intégral).